# Spalangia lanaiensis
Spalangia lanaiensis är en stekelart som beskrevs av William Harris Ashmead 1901. Spalangia lanaiensis ingår i släktet Spalangia och familjen puppglanssteklar.
Artens utbredningsområde är Filippinerna. Inga underarter finns listade i Catalogue of Life.